# 圆裂双盖蕨
圆裂双盖蕨（学名：Diplazium uraiense）也称
圆裂短肠蕨，为蹄盖蕨科双盖蕨属下的一个种。